# 창녕낙동강 유채축제
창녕낙동강 유채축제는 경상남도 창녕군에서 개최하는 춘계 축전이다.

## 개요
나비와 벌이 꽃처럼 가득한 낙동강유채단지의 아름다움을 전국에 알리고 관광객과 지역민이 함께 어울려 즐기는 축제를 목표로, 2006년 1회를 시작으로 역사와 생태의 고장 창녕군의 대표축제로 자리매김하고 있다.